# Siergiej Monakow
Siergiej Firsowicz Monakow (ros. Сергей Фирсович Монаков, ur. 1897 w Petersburgu, zm. 22 lutego 1939) – funkcjonariusz radzieckich służb specjalnych, kapitan bezpieczeństwa państwowego, ludowy komisarz spraw wewnętrznych Turkmeńskiej SRR (1938).

## Życiorys
Rosjanin, 1916 skończył szkołę handlową w Piotrogrodzie, od 1 kwietnia 1916 do 1 marca 1918 służył w rosyjskiej armii, od stycznia do września 1917 elew szkoły podchorążych w Piotrogrodzie. Od 15 września 1918 do 15 maja 1921 żołnierz Armii Czerwonej, w maju 1921 zwolniony z powodu choroby, od lutego 1919 członek RKP(b)/WKP(b). Od czerwca 1921 funkcjonariusz Czeki, pracownik wydziału transportowego Czeki/GPU w Leningradzie, od sierpnia do października 1926 słuchacz Centralnych Kursów Wydziału Transportowego OGPU ZSRR, od 8 kwietnia 1934 funkcjonariusz OGPU Kolei Wschodniosyberyjskiej, od 15 lipca 1934 do 25 lipca 1936 szef wydziału Głównego Zarządu Bezpieczeństwa Państwowego Zarządu NKWD Kraju Wschodniosyberyjskiego, od 25 grudnia 1935 kapitan bezpieczeństwa państwowego. Od września 1936 do lipca 1937 szef Wydziału 6 Zarządu NKWD obwodu kurskiego, od 27 lipca 1937 do 5 stycznia 1938 szef Wydziału Transportu Drogowego Głównego Zarządu Bezpieczeństwa Państwowego Kolei Aszchabadzkiej, od 5 stycznia do 10 lipca 1938 ludowy komisarz spraw wewnętrznych Turkmeńskiej SRR. Odznaczony Orderem Czerwonej Gwiazdy (19 grudnia 1937) i Odznaką "Honorowy Funkcjonariusz Czeki/GPU (XV)" (17 września 1933). 
10 września 1938 aresztowany, 22 lutego 1939 skazany na śmierć przez Wojskowe Kolegium Sądu Najwyższego ZSRR i rozstrzelany. Nie został zrehabilitowany.